# Seidelbastgewächse
Die Seidelbastgewächse oder Spatzenzungengewächse (Thymelaeaceae) sind eine Familie in der Ordnung der Malvenartigen (Malvales). Ihre bekannteste Pflanzenart in Mitteleuropa ist der Echte Seidelbast (Daphne mezereum). Einige Arten werden als Zierpflanzen, zur Holzgewinnung oder zur Herstellung von Räucherwerk genutzt.

## Beschreibung

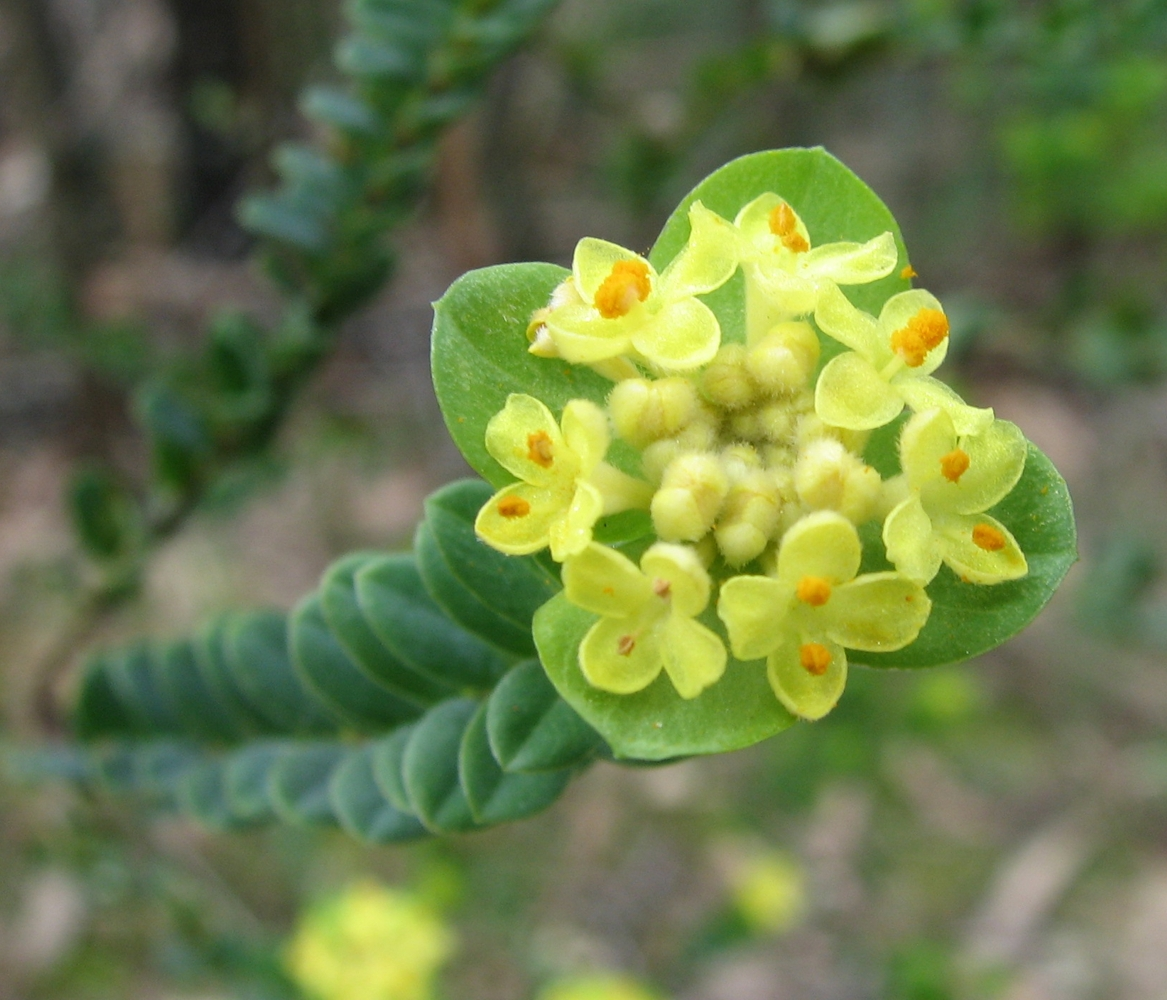
Blütenstand und Blüten von Pimelea flava

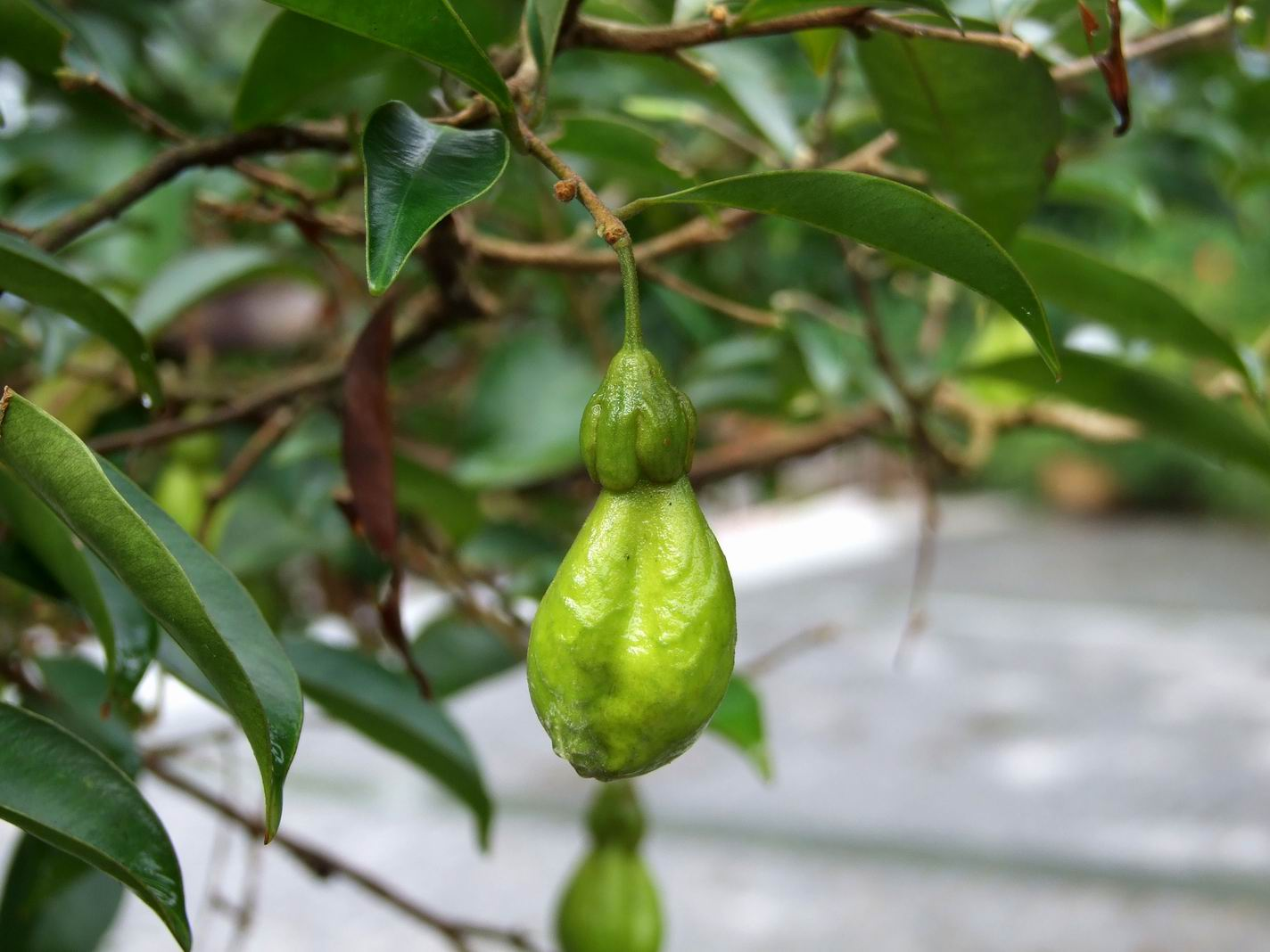
Frucht von Aquilaria sinensis

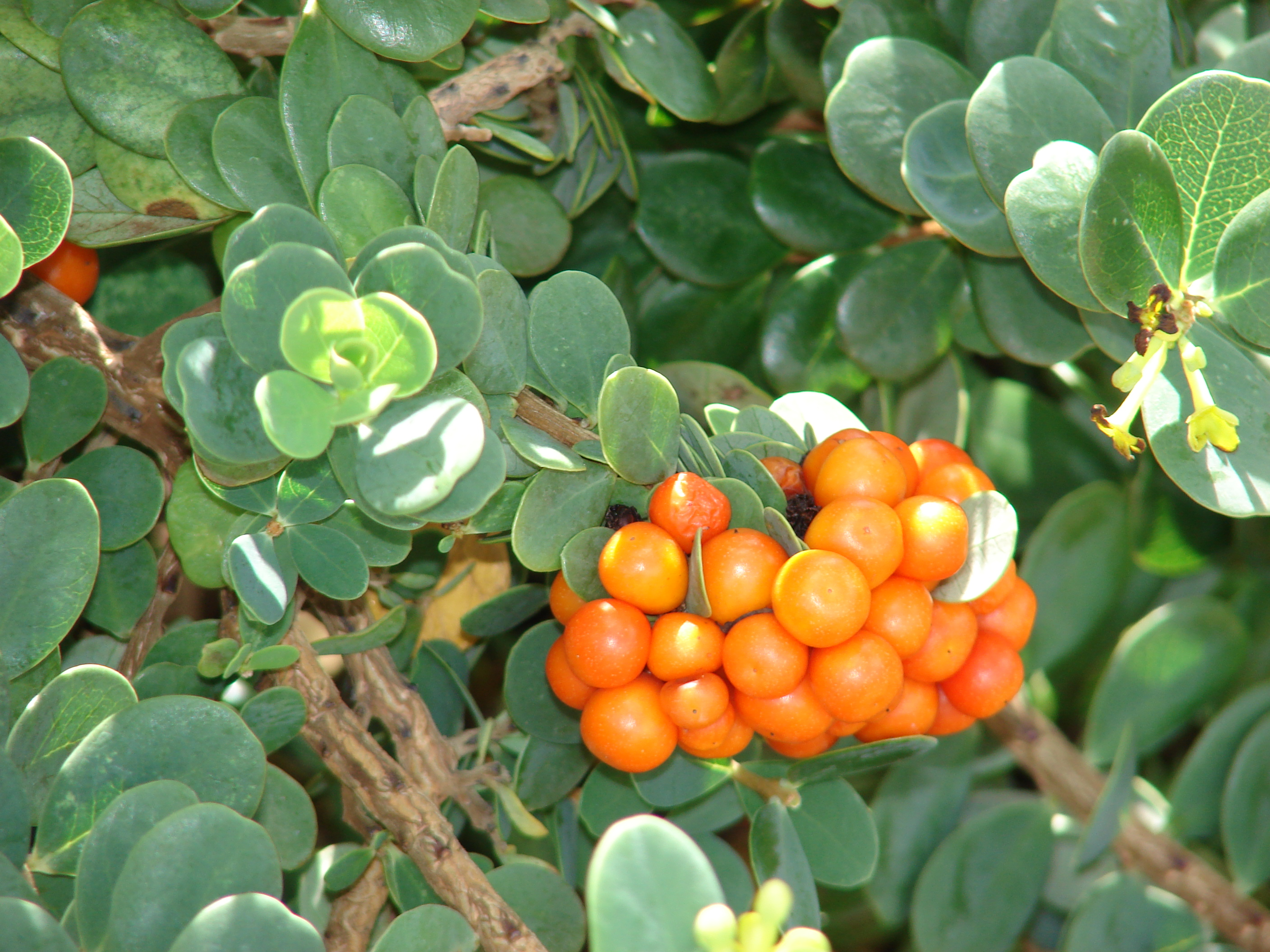
Früchte und Blüten von Wikstroemia uva-ursi

### Vegetative Merkmale
Es handelt sich meist um verholzende Pflanzen: Bäume oder Sträucher, selten Lianen; selten sind es auch krautige Pflanzen. Sie sind immergrün oder laubabwerfend. Typisch ist für diese Familie ihre sehr faserige Rinde. Bei vielen Arten riechen die vegetativen Pflanzenteile unangenehm.
Die Laubblätter sind meist gegen-, seltener wechselständig oder wirtelig angeordnet. Die stets einfachen und ganzrandigen Laubblätter können mittelgroß bis klein sein. Bei manchen Arten sind sie auch ähnlich wie bei den Heidekrautgewächsen (Ericaceae) verkleinert. Die Blattnerven sind meist parallel angeordnet. Bei vielen Arten hinterlassen die abgefallenen Blätter deutliche Blattnarben. Nebenblätter fehlen.

### Generative Merkmale
Die Blüten stehen einzeln oder meist in seiten- oder endständigen, dichten büscheligen, kopfigen, traubigen oder rispigen Blütenständen zusammen. Oft sind Hochblätter vorhanden. Einige Arten sind kauliflor.
Die radiärsymmetrischen bis leicht asymmetrischen Blüten sind und vier- oder fünfzählig (selten sechszählig). Bei den meisten Arten sind die Blüten zwittrig. Wenn die Blüten eingeschlechtig sind, dann kommen einhäusig (monözische) oder zweihäusig (diözische) getrenntgeschlechtige Arten vor. Fast immer ist ein auffälliger Blütenbecher (Hypanthium) vorhanden, bei Synandrodaphne fehlt er mehr oder weniger. Der meist hohle Blütenboden ist meist scheibenförmig zu einem sogenannten Diskus erweitert. Die Kelchblätter sind unten oft zu einer Kelchröhre verwachsen. Bei einigen Arten sind die Kelchblätter bunt gefärbt und bilden den Schauapparat der Blüte, während die Kronblätter schuppenförmig reduziert sind und am Eingang der Kelchröhre sitzen oder ganz fehlen. Es sind meist zwei Kreise mit je vier oder fünf Staubblättern vorhanden, die untereinander frei sind, aber mit der Kelchröhre verwachsen sind. Es können aber auch 11 bis 35 Staubblätter vorhanden sein. Bei Pimelea sind nur zwei fertile Staubblätter vorhanden. Wenn zwei Fruchtblätter vorhanden sind, dann ist eines stark reduziert, sie sind zu einem mittel- oder oberständigen, einfächrigen Fruchtknoten verwachsen. Es können aber auch drei bis fünf, selten bis zu zwölf Fruchtblätter vorhanden sein, die zu einem mittel- oder oberständigen, zwei- bis fünffächrigen Fruchtknoten verwachsen sind.
Als Früchte kommen Beeren, lokulizidale Kapselfrüchte (Aquilaria), achänenartige Nussfrüchte und Steinfrüchte vor.
Die Chromosomengrundzahl beträgt meist x = 9, selten 7–10; Polyploidie ist häufig.

### Inhaltsstoffe
Viele Arten sind giftig.
Sie enthalten Diterpenester, Cyclopropenoide Fettsäuren, Chelidonsäure, Myricetin.

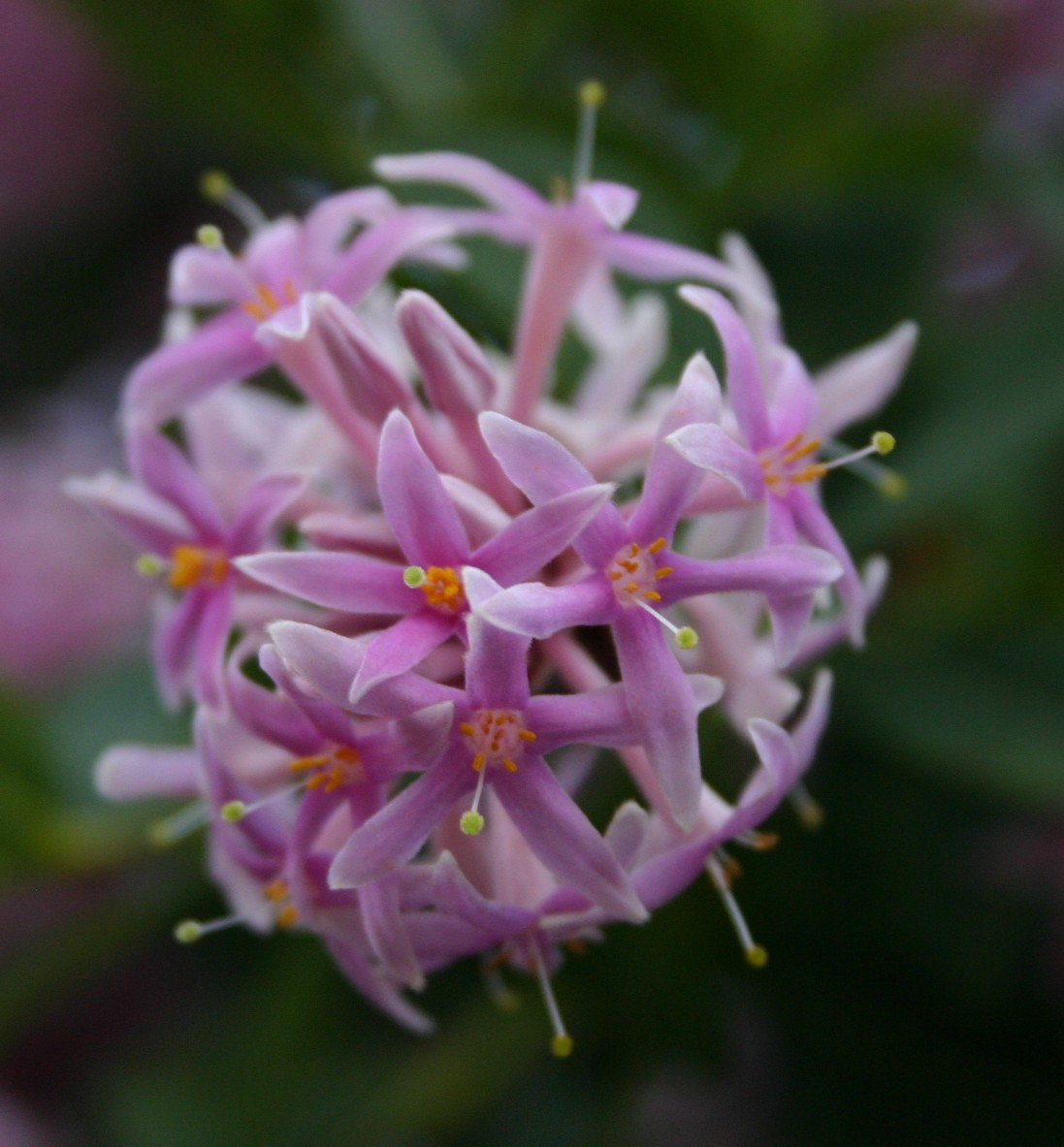
Blütenstand von Dais cotinifolia

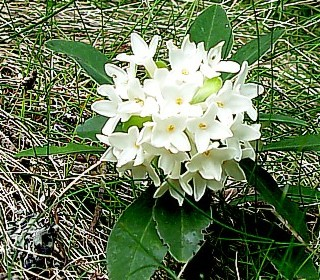
Königs-Seidelbast (Daphne blagayana)

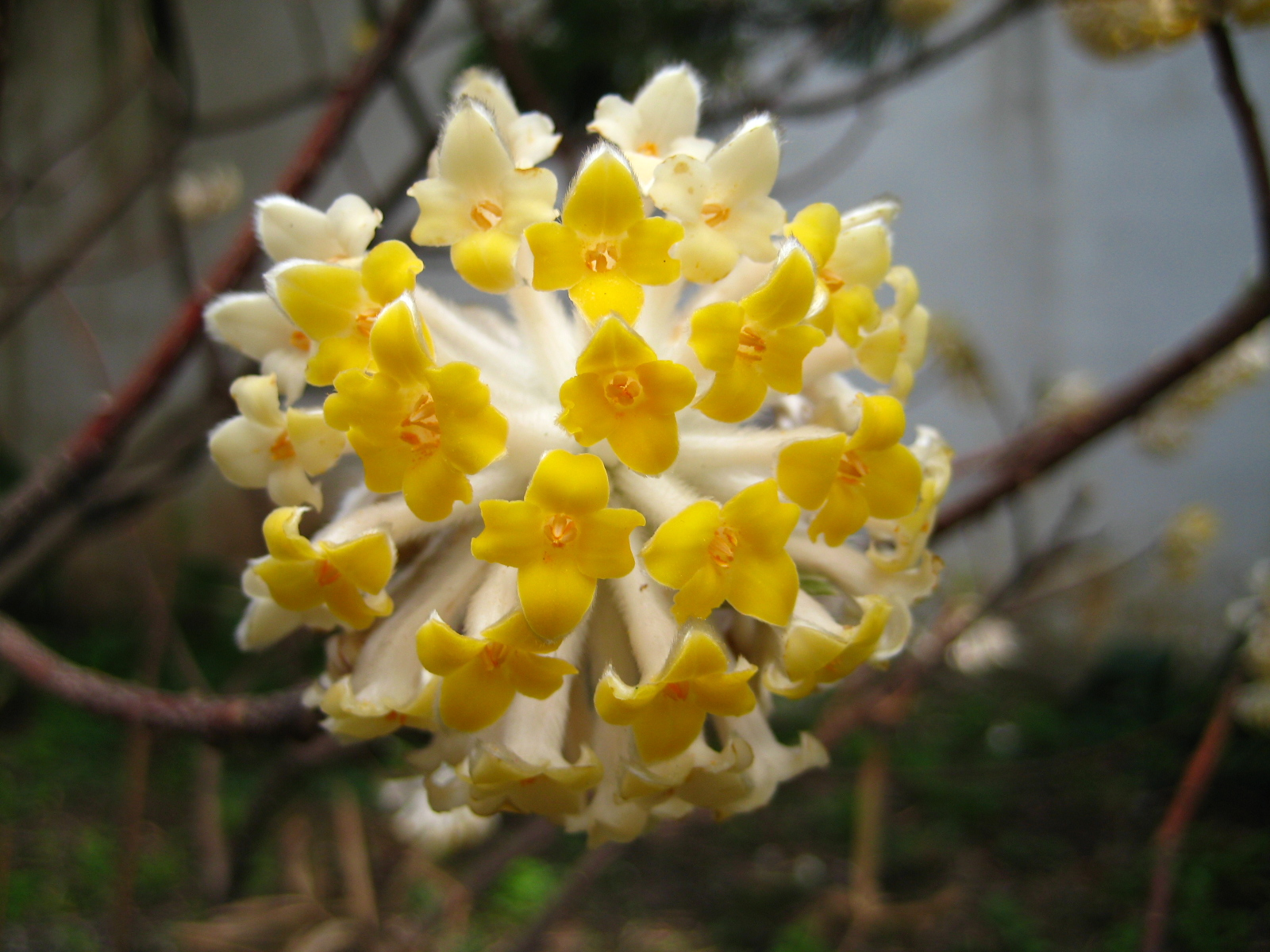
Edgeworthia chrysantha blüht vor dem Laubaustrieb

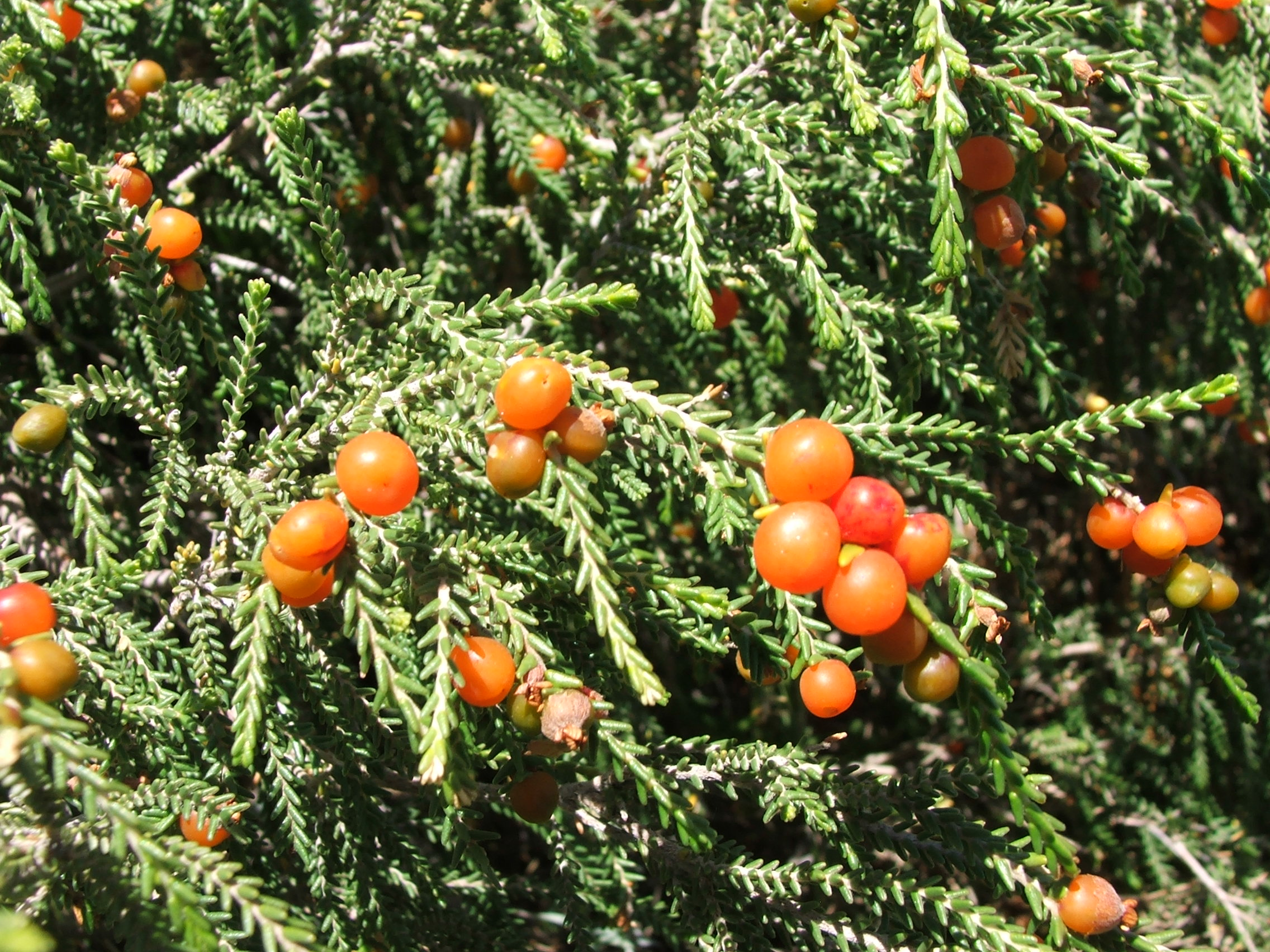
Passerina ericoides mit Früchten

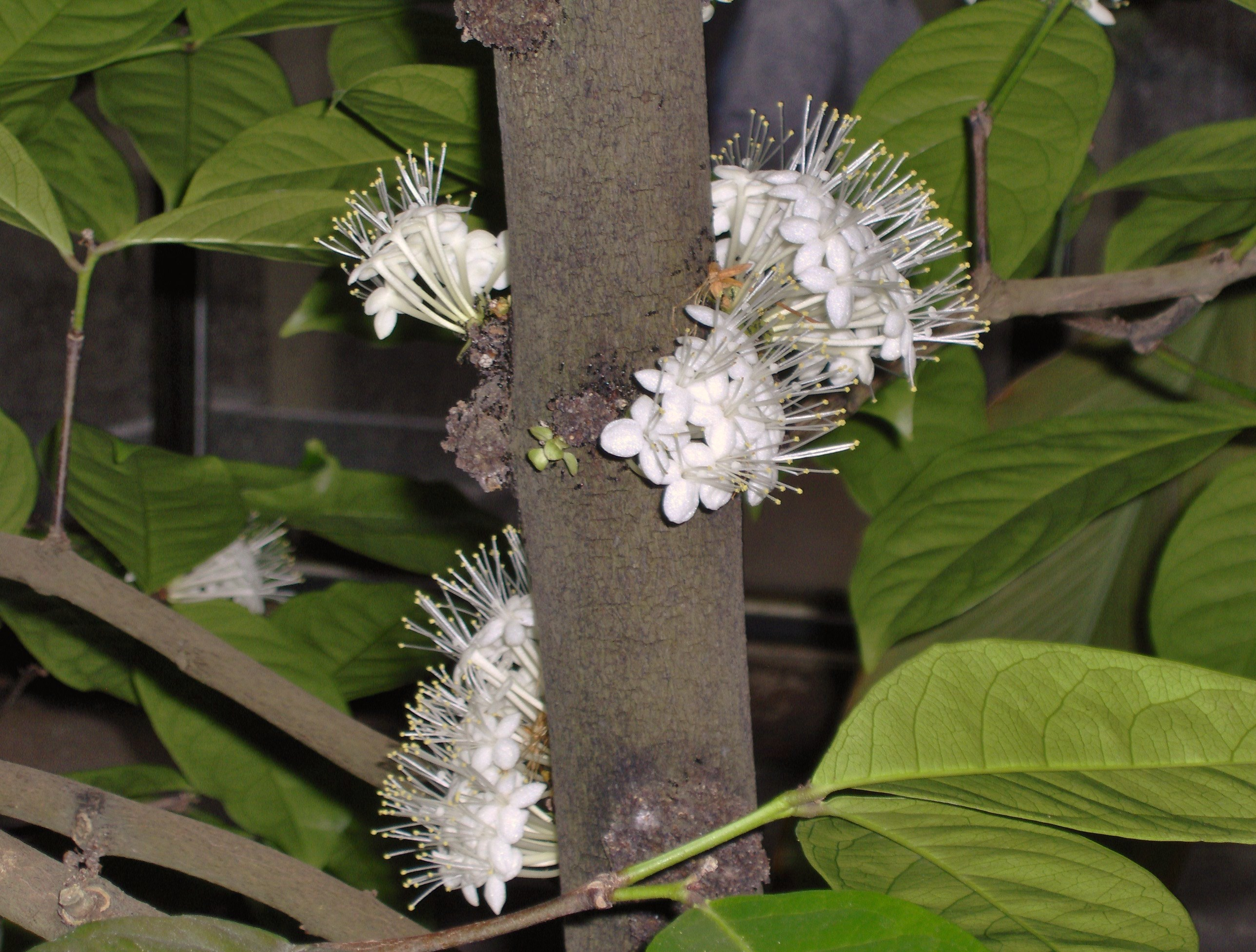
Phaleria capitata ist kauliflor

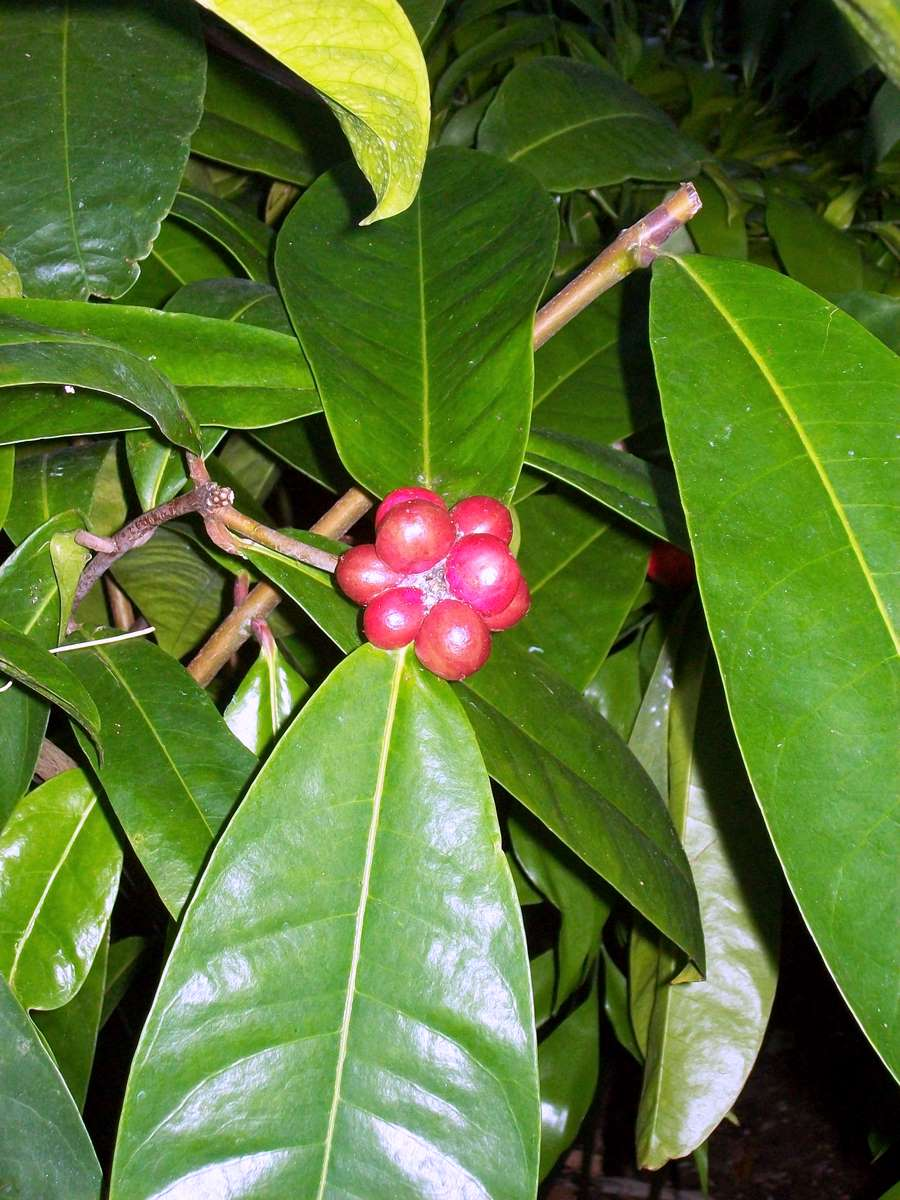
Phaleria octandra mit Früchten

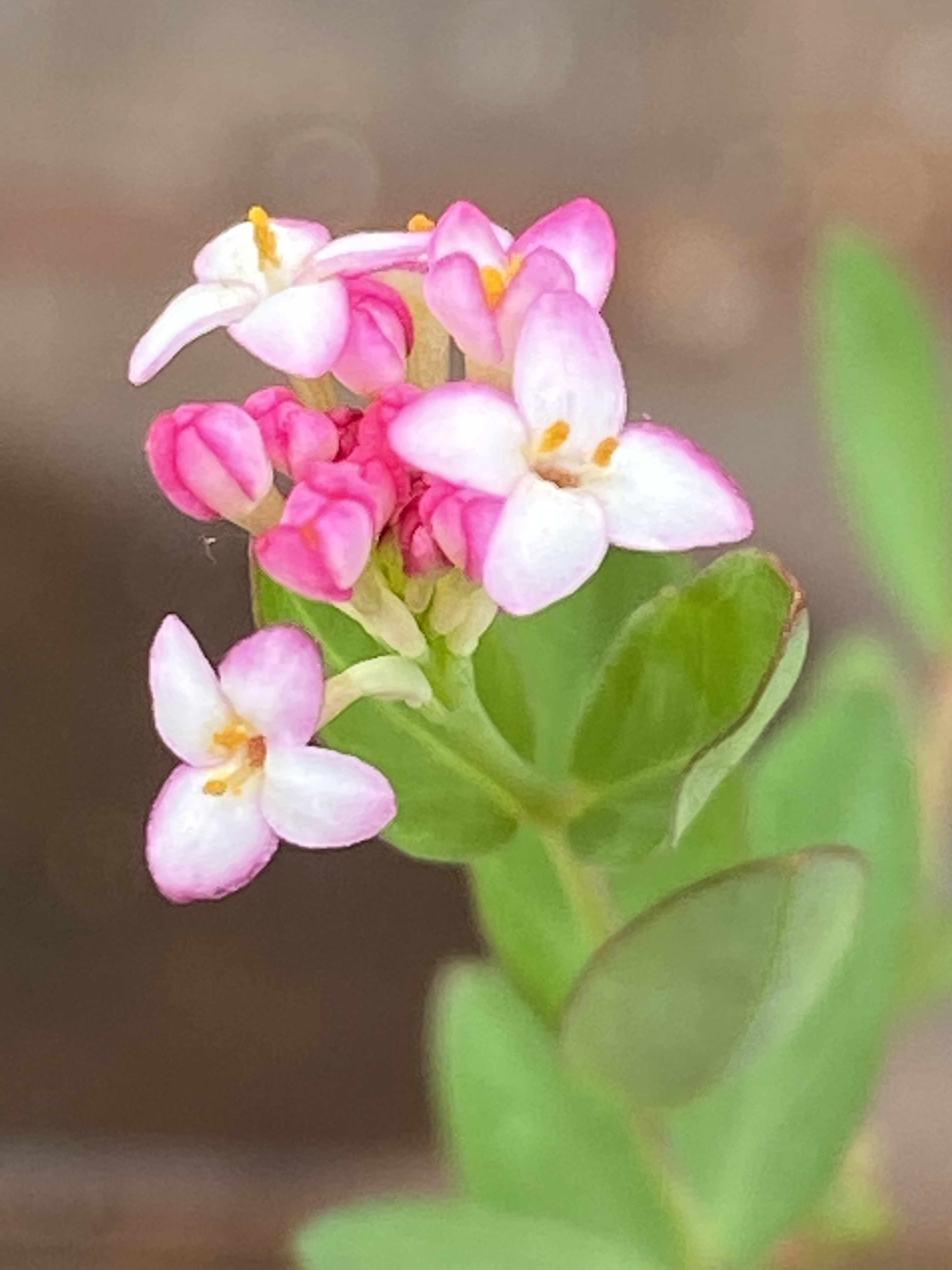
Blütenstand von Pimelea spicata

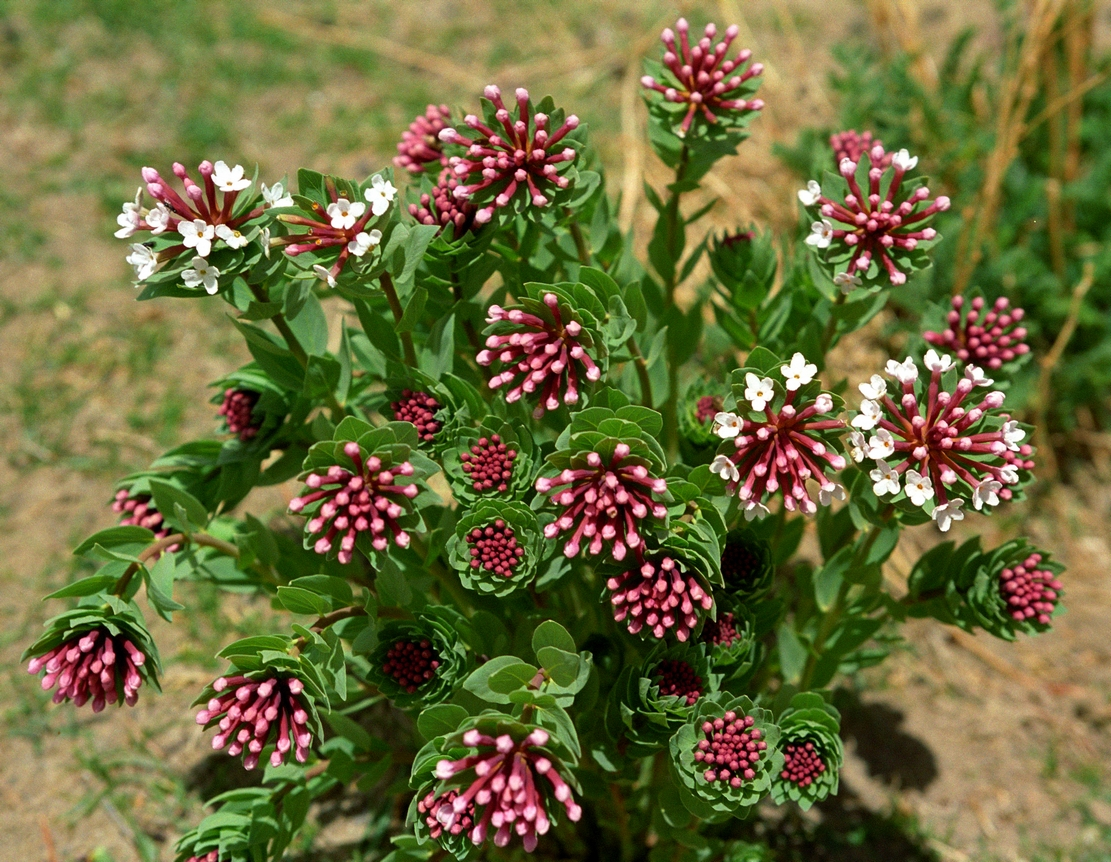
Stellera chamaejasme

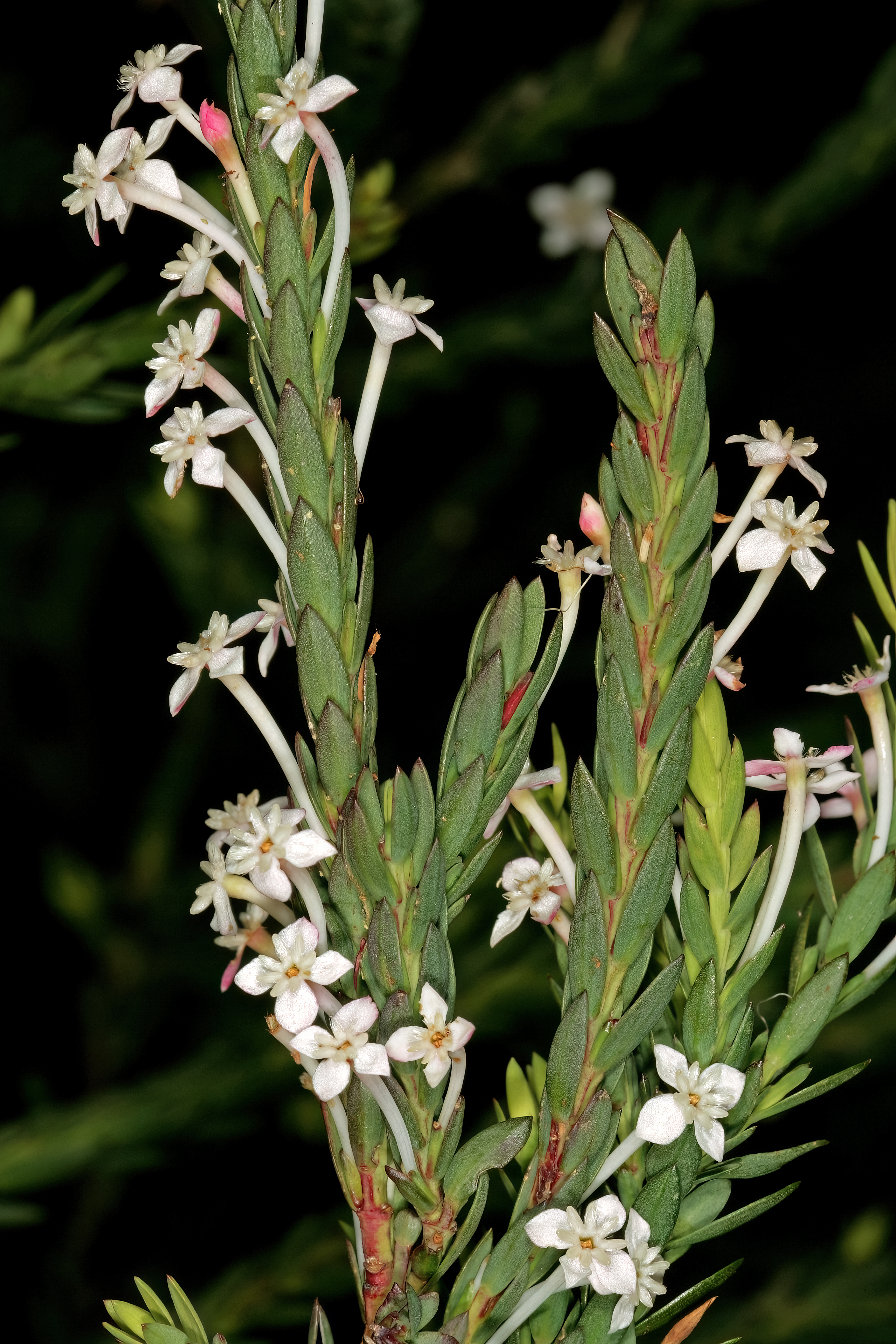
Struthiola myrsinites

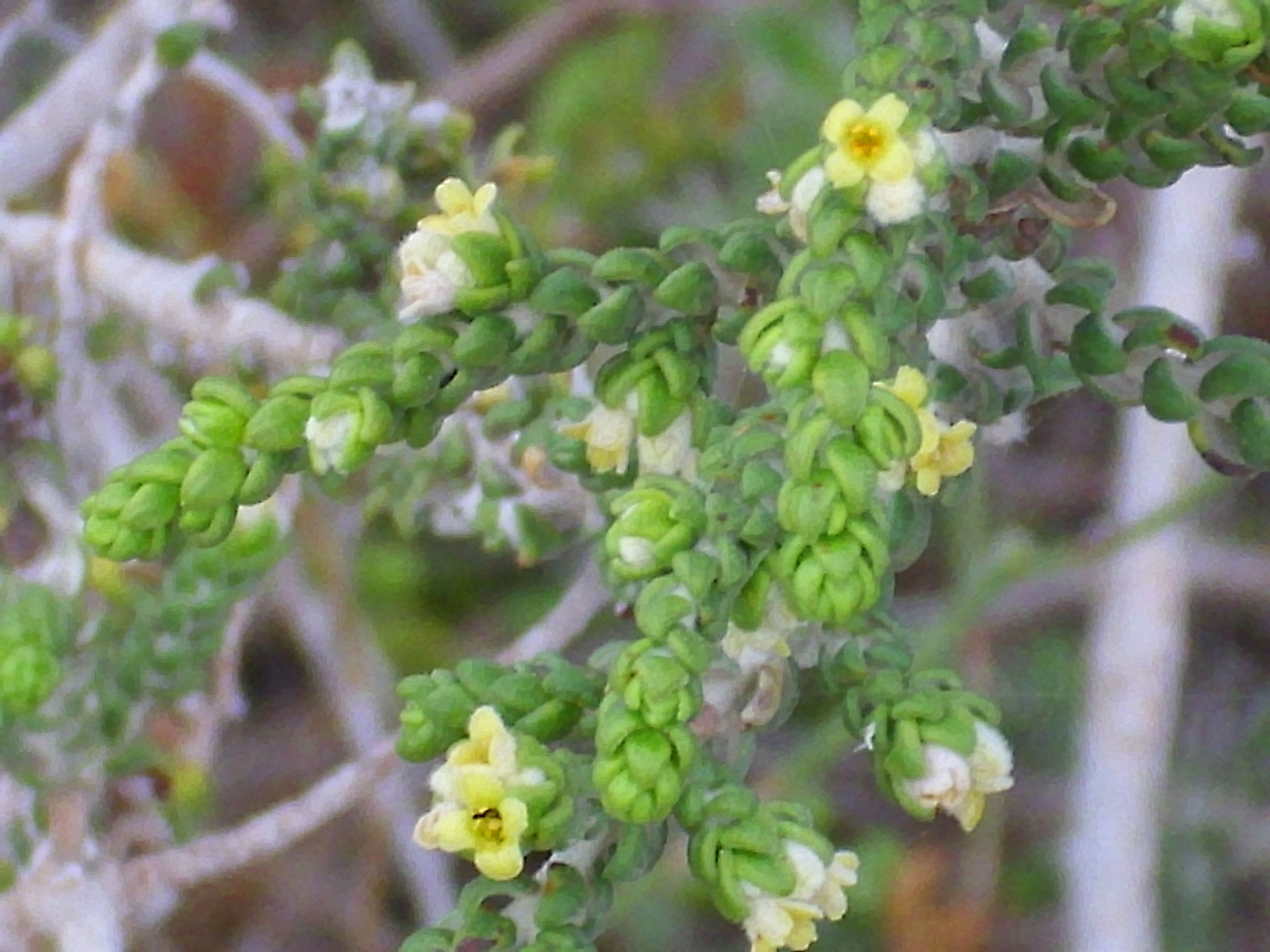
Thymelaea hirsuta

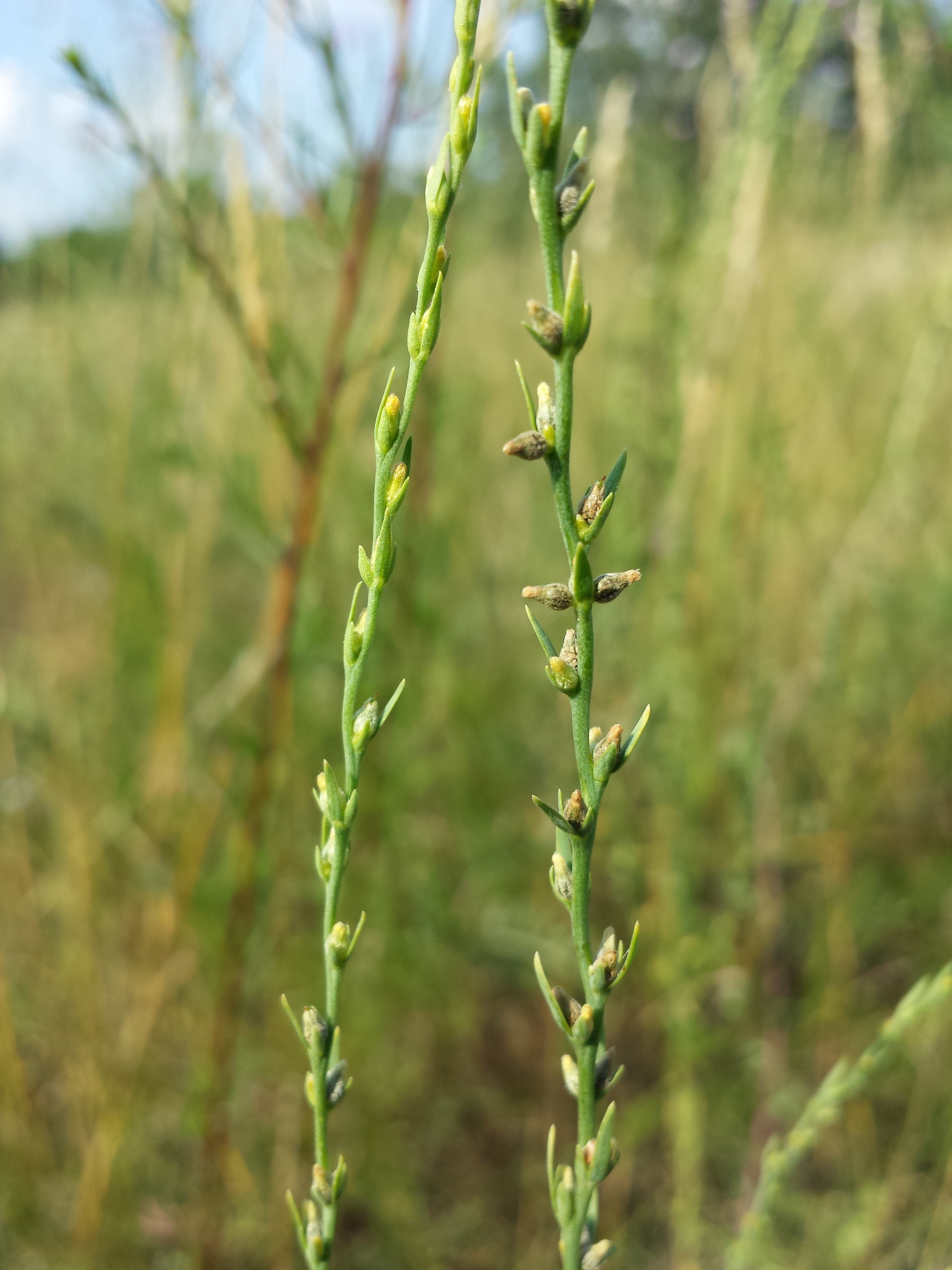
Spatzenzunge (Thymelaea passerina)

## Standorte
Die meisten Arten bevorzugen trockene, lichtreiche Standorte beispielsweise in Gebüschen oder in trockenen Wäldern.

## Systematik und Verbreitung
Die Familie Thymelaeaceae wurde 1789 unter dem Namen „Thymelaeae“ von Antoine-Laurent de Jussieu in Genera Plantarum, secundum ordines naturales disposita juxta methodum in Horto Regio Parisiensi exaratam, Seite 76 erstveröffentlicht. Manchmal wird auch die Veröffentlichung von Michel Adanson in Familles des plantes, 2, 1763, Seite 278 zitiert. Typusgattung ist Thymelaea Mill. und auch der zweite deutsche Familienname bezieht sich auf den deutschen Trivialnamen Spatzenzungen dieser Gattung.
Synonyme für Thymelaeaceae Juss. sind: Aquilariaceae R.Br. ex DC., Daphnaceae Vent., Gonystylaceae Tiegh., Phaleriaceae Meisn., Tepuianthaceae Maguire & Steyerm.
Arten der Familie Thymelaeaceae kommen weltweit von den gemäßigten Zonen bis in den Tropen vor, mit Ausnahme Sibiriens, der Sahara und Teilen Nordamerikas. Besondere Verbreitungsschwerpunkte sind die subtropischen Gebiete Australiens und Afrikas, außerdem die asiatischen Steppen und das Mittelmeergebiet. Sie weisen eine größere Diversität auf der Südhalbkugel auf.
Die Familie ist gegliedert in zwei Unterfamilien und eine Gattung, die weder in der einen noch der anderen Unterfamilie enthalten ist: Je nach Auffassung enthält die Familie etwa 50 bis 60 Gattungen mit 500 bis 800 Arten:
- Unterfamilie Octolepoideae Gilg (Syn.: Gonystylaceae Tiegh., Gonystyloideae Tiegh.): Sie enthält sieben bis acht Gattungen mit etwa 50 Arten:
  - Arnhemia Airy Shaw: Sie enthält nur eine Art:
    - Arnhemia cryptantha Airy Shaw: Sie kommt in Australien vor.

  - Deltaria Steenis: Sie enthält nur eine Art:
    - Deltaria brachyblastophora Steenis: Sie kommt nur in Neukaledonien vor.

  - Dicranolepis Planch.: Die etwa 20 Arten sind im tropischen Afrika verbreitet.
  - Gonystylus Teijsm. & Binn.: Mit 20 bis über 30 Baumarten aus Torfmoorwäldern in Indonesien und Malaysia; manche werden auch Ramin genannt.
  - Lethedon Spreng.: Die etwa 15 Arten kommen in Queensland, Neukaledonien und auf Vanuatu vor.
  - Octolepis Oliv.: Die etwa sechs Arten kommen nur in Madagaskar vor.
  - Solmsia Baill.: Die etwa zwei Arten kommen nur in Neukaledonien vor.
- Unterfamilie Thymelaeoideae Burnett: Sie enthält etwa 37 Gattungen mit 690 bis 750 Arten:
  - Aetoxylon (Airy Shaw) Airy Shaw: Sie enthält nur eine Art:
    - Aetoxylon sympetalum (Steenis & Domke) Airy Shaw: Diese Baumart kommt wild nur im westlichen Sarawak vor.

  - Amyxa Tiegh. ex Domke: Sie enthält nur eine Art:
    - Amyxa pluricornis (Radlk.) Domke: Sie kommt auf Borneo vor.

  - Adlerholzbäume (Aquilaria Lam.): Die etwa 15 Arten in Bhutan, Kambodscha, China, nordöstlichen Indien, Laos, Malaysia, Myanmar, Thailand und Vietnam verbreitet. Von einigen Arten aus Indomalesien wird deren Holz als Räucherwerk verwendet, beispielsweise Adlerholz. Hierher gehört:
    - Adlerholzbaum (Aquilaria malaccensis Lam., Syn.: Aquilaria agallocha Roxb.)

  - Atemnosiphon Leandri: Sie enthält nur eine Art:
    - Atemnosiphon coriaceus (Leandri) Leandri: Sie kommt in Madagaskar vor.

  - Craterosiphon Engl. & Gilg: Die etwa neun Arten sind im tropischen Afrika weitverbreitet und gedeihen hauptsächlich in den Regenwaldgebieten Zentral- und Westafrikas.
  - Cryptadenia Meisn. (wird von manchen Autoren auch zu Lachnaea gestellt): Die etwa fünf Arten kommen im südlichen Afrika vor.
  - Dais L.: Die etwa 25 Arten kommen im südlichen Afrika und Madagaskar vor. Es sind laubabwerfende Sträucher oder Bäume mit pomponähnlichen Blütenständen, die manchmal als Zierpflanzen verwendet werden.
    - Dais cotinifolia L.: Aus Südafrika, Lesotho, Tansania, Malawi und Zimbabwe.

  - Seidelbast (Daphne L.): Die etwa 50 Arten sind in Eurasien und Nordafrika verbreitet; darunter einige Zierpflanzen, inklusive Wikstroemia etwa 110 Arten.
  - Daphnimorpha Nakai (wird von manchen Autoren auch zu Wikstroemia gestellt): Die etwa zwei Arten kommen in Japan vor.
  - Daphnopsis Mart.: Die 50 bis 55 Arten sind in der Neotropis vom zentralen Mexiko bis ins südöstliche Brasilien und Argentinien[2] einschließlich der karibischen Inseln verbreitet. Dazu gehört die Art:
    - Daphnopsis bissei A.Noa: Von dieser als ausgestorben geltenden Art wurden wenige Exemplare in der kubanischen Provinz Camagüey wiederentdeckt.

  - Diarthron Turcz.: Die etwa 16 Arten sind in Zentral- und Südwestasien sowie in Südosteuropa (dem europäischen Teil Russlands und dem westlichen Kasachstan) verbreitet.
  - Dirca L.: Die etwa drei Arten sind in Nordamerika verbreitet.
  - Drapetes Lam.: Sie enthält nur eine Art:
    - Drapetes muscosus Lam.: Sie kommt nur auf Feuerland und auf den Falkland-Inseln vor.

  - Edgeworthia Meisn.: Es gibt etwa fünf Arten, davon vier in China. Eine Art ist als Zierstrauch verbreitet. Aus den Bastfasern einer anderen Art stellt man sogenanntes Reispapier her.
  - Enkleia Griff.: Die etwa vier kletternden Arten sind in Südostasien verbreitet.
  - Eriosolena Blume (manchmal in Daphne L.): Die nur zwei Arten sind in Kambodscha, China, Indien, Indonesien, Malaysia, Myanmar, Thailand und Vietnam verbreitet.
  - Funifera Leandro ex C.A.Mey.: Die drei bis vier Arten kommen in Brasilien vor.
  - Gnidia L. (inklusive Lasiosiphon Fresen.): Die 140 bis 150 Arten kommen hauptsächlich in Afrika, einschließlich Madagaskar vor.
  - Goodallia Benth.: Sie enthält nur eine Art:
    - Goodallia guianensis Benth.: Sie kommt nur in Guayana vor.

  - Adlerholzbäume oder Agarholzbäume (Gyrinops Gaertn.): Die etwa neun Arten kommen in Sri Lanka, Laos und Malesien vor.
  - Jedda J.R.Clarkson: Sie enthält nur eine Art:
    - Jedda multicaulis J.R.Clarkson: Sie kommt nur im nordwestlichen Australien vor.

  - Kelleria Endl. (manchmal in Drapetes Lam.): Die etwa fünf Arten kommen auf Borneo, in Neuguinea, Neuseeland und Australien vor. Es sind niedrige Sträucher.
  - Lachnaea L.: Die etwa 40 Arten und zwei Unterarten kommen nur in der Capensis vor.[3]
  - Lagetta Juss.: Die etwa drei Arten kommen auf karibischen Inseln vor.
  - Lasiadenia Benth.: Die zwei Arten sind in der Neotropis verbreitet.
  - Linodendron Griseb.: Die etwa vier Arten kommen nur in Kuba vor.
  - Linostoma Wall. ex Endl.: Die etwa drei Arten kommen von Indomalesien bis ins tropische Australien vor.
  - Lophostoma (Meisn.) Meisn.: Die etwa vier Arten sind im tropischen Südamerika verbreitet.
  - Oreodendron C.T.White: Sie enthält nur eine Art:
    - Oreodendron biflorum C.T.White: Sie kommt nur im australischen Bundesstaat Queensland vor.

  - Ovidia Meisn.: Die etwa zwei Arten sind in Südamerika verbreitet.
  - Passerina L.: Die etwa 15 Arten kommen in Südafrika vor, eine Art reicht bis Angola und Simbabwe.
  - Peddiea Harv. ex Hook.: Die etwa zehn Arten sind im tropischen und südöstlichen Afrika verbreitet und Peddiea involucrata kommt in Madagaskar vor.
  - Phaleria Jack: Die etwa 24 Arten kommen in Malesien, auf pazifischen Inseln und in Australien (vier Arten) vor; darunter:
    - Phaleria macrocarpa (Scheff.) Boerl.: Sie kommt in Neuguinea vor

  - Glanzsträucher (Pimelea Banks ex Gaertn.): Die etwa 110 Arten sind in Asien, Neuseeland und Australien verbreitet. Einige Arten werden manchmal als Ziersträucher verwendet.
  - Rhamnoneuron Gilg (manchmal in Daphne L.): Die nur zwei Straucharten kommen in China und Vietnam vor.
  - Schoenobiblus Mart.: Die etwa acht Arten gedeihen als Sträucher in mittleren Höhenlagen der nördlichen Anden.
  - Stellera L.: Die zehn bis zwölf Arten sind in Zentral- und Ostasien verbreitet.
  - Stephanodaphne Baill.: Die sieben bis acht Arten kommen in Madagaskar und auf den Komoren vor.
  - Struthiola L.: Die etwa 30 Arten sind in Südafrika hauptsächlich in der Capensis verbreitet, drei oder vier Arten kommen im östlichen und südöstlichen tropischen Afrika. Es sind Sträucher und erikoide Zwergsträucher.
  - Synandrodaphne Gilg: Sie enthält nur eine Art:
    - Synandrodaphne paradoxa Gilg: Sie kommt im tropischen Westafrika vor.

  - Synaptolepis Oliv.: Vier oder fünf Arten sind vom tropischen bis südlichen Afrika verbreitet und Synaptolepis perrieri kommt in Madagaskar vor.
  - Thecanthes Wikstr. (manchmal in Pimelea Banks ex Gaertn.): Die etwa vier Arten kommen in Australien vor.
  - Spatzenzungen (Thymelaea Mill.): Die 20 bis 30 Arten sind in Mittel-, Ost- und Südeuropa, Nordafrika, in Zentral- und Südwestasien verbreitet. Einzelne Arten sind Neophyten besonders im südlichen Australien und in Nordamerika. Hierher gehören:
    - Behaarte Spatzenzunge (Thymelaea hirsuta (L.) Endl.)
    - Spatzenzunge (Thymelaea passerina (L.) Coss. & Germ.)
    - Heilewelt-Spatzenzunge (Thymelaea sanamunda All.): Sie kommt in Spanien und in Frankreich vor.[4]
    - Silberweiße Spatzenzunge (Thymelaea tartonraira (L.) All.)
    - Samt-Spatzenzunge (Thymelaea velutina (Camp.) Meissn.): Sie ist ein Endemit der Balearen.[5]

  - Wikstroemia Endl.: Die etwa 70 Arten sind in Ostasien, Malaysia, Australien und auf pazifischen Inseln verbreitet. Ein kleineres Zentrum der Artenvielfalt stellt Hawaii dar, dort sind viele Arten diözisch. 49 Arten kommen in China vor, 43 davon nur dort.

- Incertae sedis:
  - Tepuianthus Maguire & Steyerm. (Bei manchen Autoren eine eigene Familie Tepuianthaceae Maguire & Steyerm.): Die etwa sieben Arten kommen auf dem Guayana-Hochland vor und gedeihen fast nur auf den Tepuis. Es sind Bäume oder Sträucher und haben eine bittere Rinde.

## Nutzung
Die Bastfasern vieler Arten (beispielsweise bei Daphne, Edgeworthia, Thymelaea) sind sehr strapazierfähig und werden oder wurden zur Herstellung von Seilen oder Papier verwendet.
Viele Baumarten dieser Familie besitzen aromatisches, hartes Holz. Einige werden zum Bauen benutzt, andere werden zum Räuchern oder als Geruchsstoffe für Räucherwerke benutzt. Arten aus mehreren Gattungen dieser Familie werden Adlerholzbäume (beispielsweise Aquilaria oder Gyrinops) oder Agarholzbäume genannt.
Einige Arten in dieser Familie produzieren sogenanntes „Gaharu“ oder „Agarwood“ (beispielsweise bei Aquilaria). Es bildet sich oft aus dem Kernholz nach Verletzungen und wohl auch durch Pilzinfektionen. „Gaharu“ wird als Ausgangsstoff für Räucherwerk und Medizin sehr geschätzt. Auf Grund dieser Nutzung wurden einige Arten in ihren Habitaten dezimiert.
Aufgrund der zwar oft kleinen, aber hübschen und wohlriechenden Blüten werden einige Arten (beispielsweise von Daphne, Dais, Dirca, Pimelea) als Zierpflanzen verwendet.